# Deriva genetica
In genetica delle popolazioni, per deriva genetica si intende la componente dell'evoluzione di una specie dovuta a fattori casuali, e che può essere quindi studiata con metodi statistici. Questo effetto può far divenire un allele e il fenotipo da esso rappresentato più comune o più raro col passare di generazioni successive. In definitiva la deriva può sia rimuovere l'allele dal pool genetico, sia rimuovere tutte le altre varianti. Dato che la selezione naturale è la tendenza di alleli con effetti positivi a divenire più comuni nel tempo (e di quelli con effetti negativi a divenire meno comuni), la deriva genetica è la tendenza fondamentale di ogni allele di variare casualmente in frequenza nel tempo per una variazione statistica sola, così che lungo questo processo non siano comprese tutte le distribuzioni, ma neanche nessuna.
La probabilità influisce sulla comunità o rarità di un allele, perché nessun carattere garantisce la sopravvivenza né un numero dato di figli. Questo perché la sopravvivenza può dipendere da fattori non strettamente genetici (come la possibilità di "essere nel posto sbagliato nel momento sbagliato"). In altre parole, anche quando gli individui devono affrontare le stesse situazioni, avranno differenti risultati nel superarli. Può accadere dunque che una successione rara di fattori probabilistici - più che la semplice selezione naturale - possa portare un carattere a predominare, causando l'evoluzione di una popolazione o di una specie.
Un importante aspetto della deriva genetica è che la sua velocità si pensa dipenda fortemente dalla grandezza della popolazione. Questa è una conseguenza della legge dei grandi numeri. Quando più individui portano un particolare allele, e tutti affrontano uguali situazioni, il numero di figli che generano collettivamente di rado differirà dal valore previsto, che è, in media, il numero di individui per i tempi di vita dell'individuo. Ma con un piccolo numero di individui, una rottura fortuita per uno o due causa una deviazione sproporzionalmente più grande dal risultato previsto. Perciò piccole popolazioni derivano più rapidamente di quelle più grandi. Questa è la base per l'effetto del fondatore, un meccanismo proposto riguardo alla speciazione.
Per definizione, la deriva genetica non ha direzioni preferite. Un allele neutro (con effetto né positivo né negativo) si può stimare che aumenti o diminuisca in ogni generazione data con uguale probabilità. Dato un tempo sufficientemente lungo, comunque, la matematica della deriva genetica stima che l'allele scomparirà o sarà presente nel 100% della popolazione, dopo il quale tempo non vi è variazione casuale nel gene associato. Perciò la deriva genetica tende ad eliminare varianti di un gene da una popolazione lungo il tempo, al punto che tutti i membri di una specie dovrebbero infine essere omozigoti per quel gene. Riguardo a questo, la deriva genetica è un processo opposto alla mutazione genetica, che al contrario introduce nuove varianti nella popolazione secondo i suoi propri processi casuali.

## Frequenze alleliche
Dalla prospettiva della Genetica delle popolazioni, la deriva è un "effetto esemplare". Per rendere l'idea: in media, le monete danno testa o croce con eguale probabilità. Però pochi lanci consecutivi con poca probabilità daranno un numero eguale di teste e croci. I numeri non saranno probabilmente uguali neanche per un numero di lanci consecutivi molto alto, ma la discrepanza nel numero sarà molto piccola (in termini percentuali). Per esempio, dieci lanci danno almeno 70% testa circa una volta ogni sei tentativi, ma la probabilità di cento lanci consecutivi che diano almeno il 70% testa è solo una su 25.000 circa.
In modo analogo, nella riproduzione di una popolazione, se un allele ha una frequenza p, la teoria della probabilità impone che (se non vi è selezione naturale in corso) nella generazione seguente, una frazione p della popolazione erediterà quell'allele particolare. Comunque, come nel caso dei lanci della moneta sopracitati, le frequenze alleliche nella popolazione reale non sono variazioni di probabilità; piuttosto, sono un modello casuale, e sono perciò soggetti alle stesse oscillazioni statistiche.
Quando gli alleli di un gene non differiscono considerevolmente, in media il numero di portatori in una generazione è proporzionale al numero di portatori nella generazione precedente. Ma la media non è mai corrispondente, poiché ogni generazione genera la successione una sola volta. Dunque la frequenza di un allele tra i figli spesso differisce dalla sua frequenza nella generazione dei genitori. Nella generazione dei figli, l'allele potrebbe perciò avere una frequenza p' leggermente differente da p. In questa situazione, si dice che le frequenze alleliche abbiano subito la deriva. Si noti che la frequenza p'' dell'allele nella generazione successiva sarà determinata in base alla frequenza p' e indipendentemente da p, il che sta a significare che la deriva è un processo privo di memoria e può essere visto come un processo di Markov.
Come nell'esempio del lancio della moneta, la grandezza della popolazione in riproduzione (la grandezza effettiva della popolazione) governa la forza dell'effetto di deriva. Quando la grandezza effettiva della popolazione è piccola, la deriva genetica sarà più forte.
Gli alleli in deriva hanno di solito un periodo di vita finito. Quando la frequenza di un allele deriva verso l'alto o verso il basso nel corso delle generazioni successive, deriva infine fino ad un punto fisso - che può essere sia il raggiungimento di una frequenza zero, con conseguente scomparsa dalla popolazione, sia il raggiungimento della frequenza del 100%, e in tal caso diviene l'unico allele nella popolazione per quel determinato gene. Successivamente a questa seconda ipotesi, la frequenza dell'allele può variare unicamente con l'introduzione di un nuovo allele grazie ad una nuova mutazione.
Il tempo di vita di un allele è governato dalla grandezza effettiva della popolazione. In una popolazione molto piccola, solo poche generazioni potrebbero bastare per portare la deriva genetica ad un punto fisso. In una popolazione più grande, ci vorrebbero invece più generazioni. In media, un allele raggiungerà un punto fisso in 4Ne generazioni, dove Ne è la grandezza effettiva della popolazione.
Secondo il principio di Hardy-Weinberg, che afferma che le frequenze alleliche in un pool genetico non cambieranno nel tempo, una popolazione deve essere grande a sufficienza per evitare che la deriva genetica cambi la frequenza allelica nel corso del tempo. Questo perché la legge è instabile quando una popolazione, rappresentata precedentemente da un maggior numero di individui, si riduce.
Esistono principalmente tre tipologie di deriva genetica legati alla modifica delle frequenze alleliche 
1. Effetto del fondatore: Una piccola popolazione che si separa da una più grande potrebbe essere geneticamente rappresentativa di quella da cui proviene o non esserlo (geni ultrarappresentativi o geni assenti) . si va incontro quindi ad un nuovo pool genico
2. Fenomeno a "collo di bottiglia": Riduzione drastica della popolazione causata da un evento che non ha a che fare con la selezione naturale (esempio: caccia)
3. Accoppiamenti non casuali: Avviene attraverso la scelta dell'individuo per l'accoppiamento (esempio: autoimpollinazione) [1]

## Deriva e selezione
La deriva genetica e la selezione naturale raramente si verificano isolatamente l'una rispetto all'altra: entrambe le forze sono sempre in gioco nella popolazione. Comunque, il grado in cui gli alleli subiscono l'effetto della deriva e della selezione varia a seconda delle circostanze.
In una popolazione ampia, dove la deriva genetica si verifica con molta lentezza, anche una debole selezione su un allele porterà la sua frequenza verso l'alto o verso il basso (a seconda che l'allele sia ad effetto positivo o negativo). Comunque, se la popolazione è molto piccola, la deriva avrà il predominio. In questo caso, effetti di selezione deboli potrebbero non vedersi del tutto dato che i piccoli cambiamenti in frequenza che essi produrrebbero sarebbero oscurati dalla forte deriva.

## Deriva genetica nelle popolazioni
La deriva può avere effetti intensi e spesso bizzarri sulla storia dell'evoluzione di una popolazione. Questi effetti possono risultare contrari alla sopravvivenza della popolazione.
Nel cosiddetto "collo di bottiglia" di una popolazione, quando la popolazione improvvisamente si contrae in dimensione ridotta (si crede che ciò sia avvenuto anche nella storia dell'evoluzione umana), la deriva genetica può manifestarsi in cambiamenti improvvisi e drammatici nella frequenza allelica che si verificano indipendentemente dalla selezione. In questi casi, molti adattamenti positivi potrebbero essere eliminati anche se la popolazione più tardi dovesse nuovamente crescere molto.
Analogamente, le popolazioni che migrano possono osservare l'effetto del fondatore, che si verifica quando pochi individui con un allele raro nella generazione originale possono produrre una popolazione che ha frequenze alleliche che sembrano essere in contraddizione alla selezione naturale. Gli effetti del fondatore sono spesso ritenuti responsabili delle alte frequenze di malattie genetiche.